# La Orbada
La Orbada ist eine kleine westspanische Gemeinde (municipio) in der Provinz Salamanca in der Autonomen Gemeinschaft Kastilien-León. 2024 hatte die Gemeinde 182 Einwohner. Neben dem Hauptort La Orbada gehören noch die Ortschaften Villanueva de los Pavones und La Orbadilla zur Gemeinde.

## Geographie
La Orbada befindet sich etwa 17 Kilometer nordöstlich vom Stadtzentrum der Provinzhauptstadt Salamanca. Durch die Gemeinde führt die Autovía A-62.

## Bevölkerungsentwicklung
| Jahr      | 1900 | 1920 | 1950 | 1970 | 1981 | 1991 | 2001 | 2011 | 2021 |
| Einwohner | 480  | 500  | 619  | 373  | 344  | 335  | 284  | 233  | 190  |

## Sehenswürdigkeiten
- Iglesia de San Miguel Arcángel (Michaeliskirche) in La Orbada
- Iglesia de San Miguel Arcángel (Michaeliskirche) in Villanueva de los Pavones

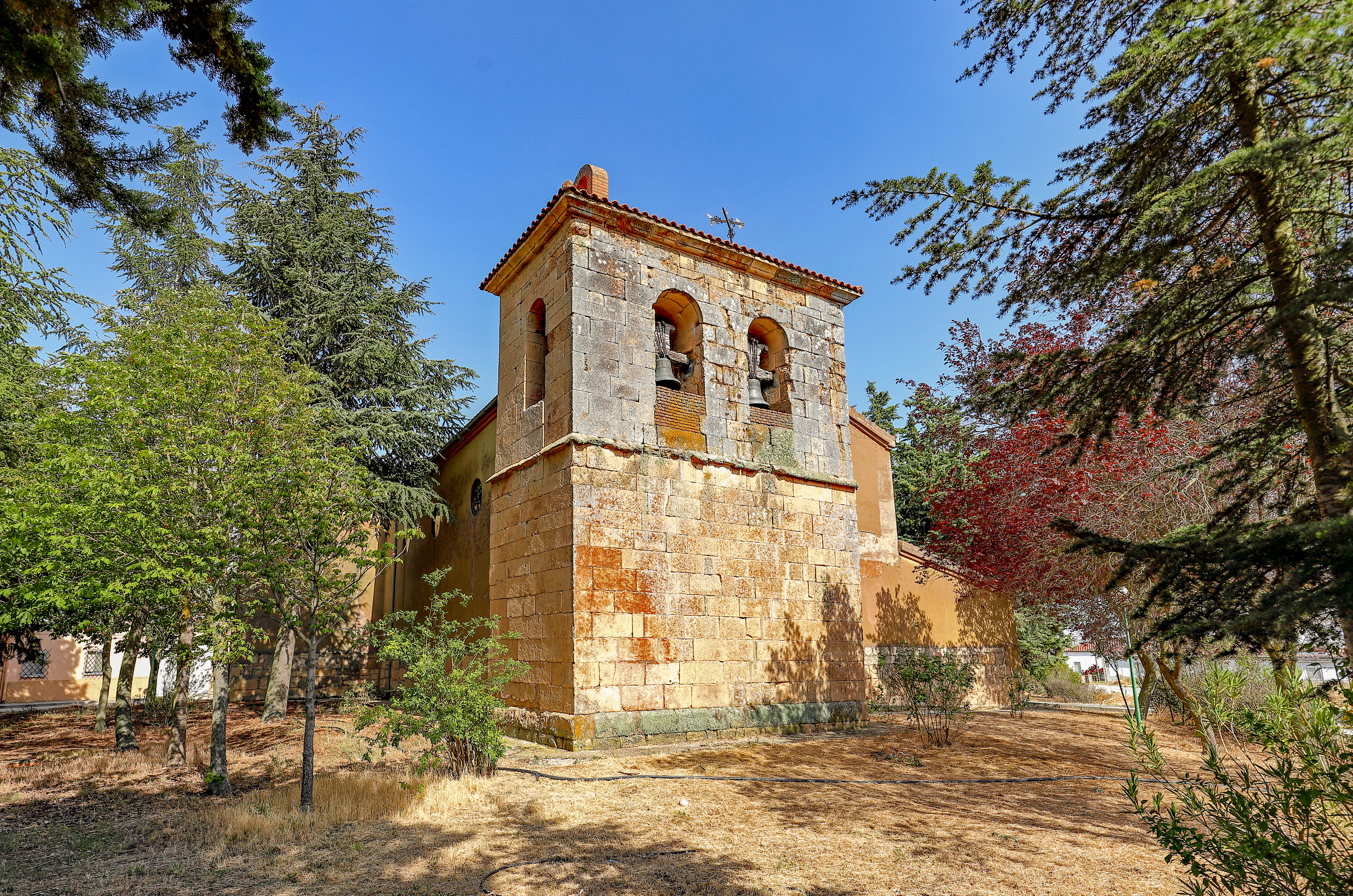
Michaeliskirche in La Orbada
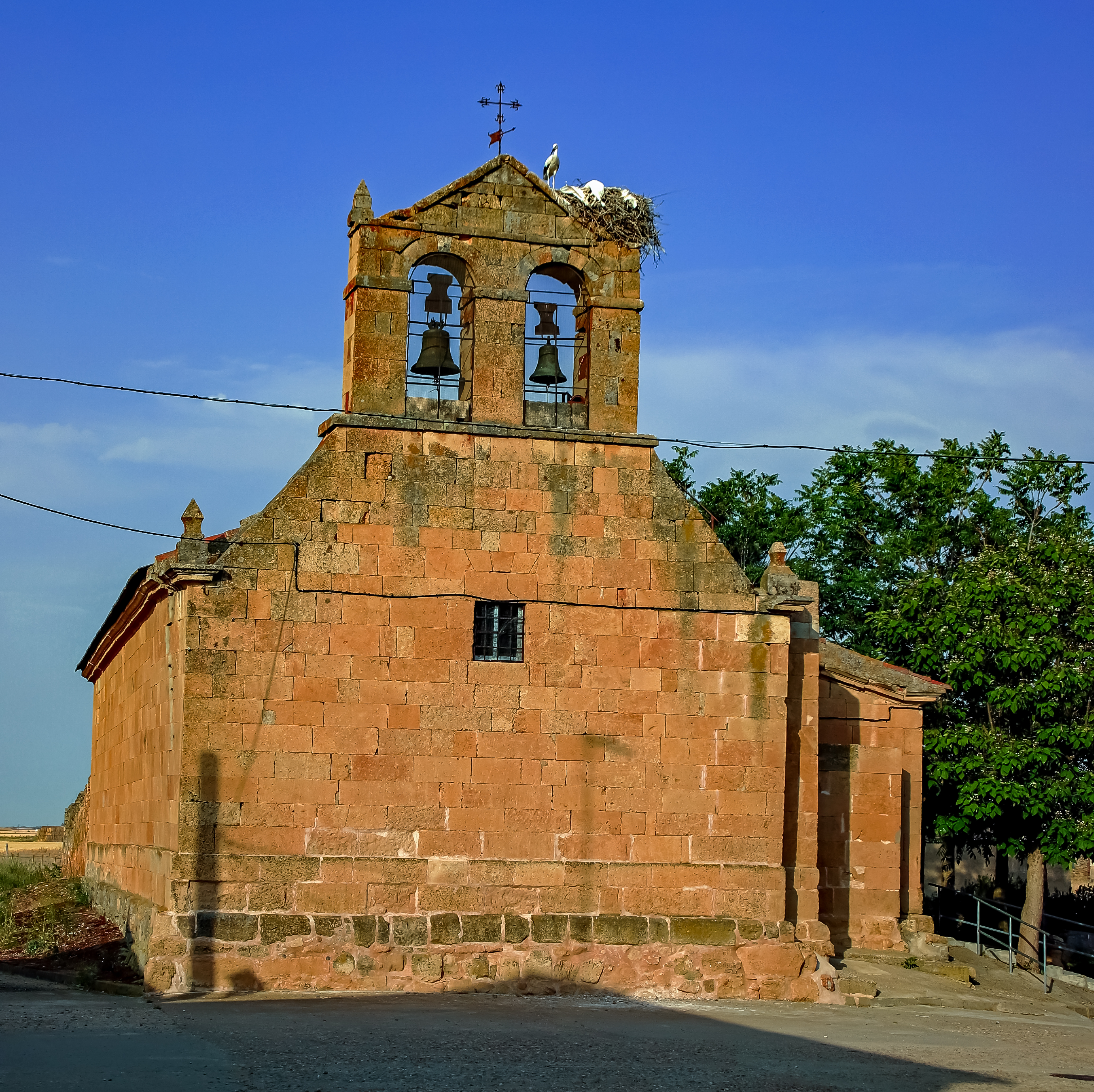
Michaeliskirche in Villanueva de los Pavones
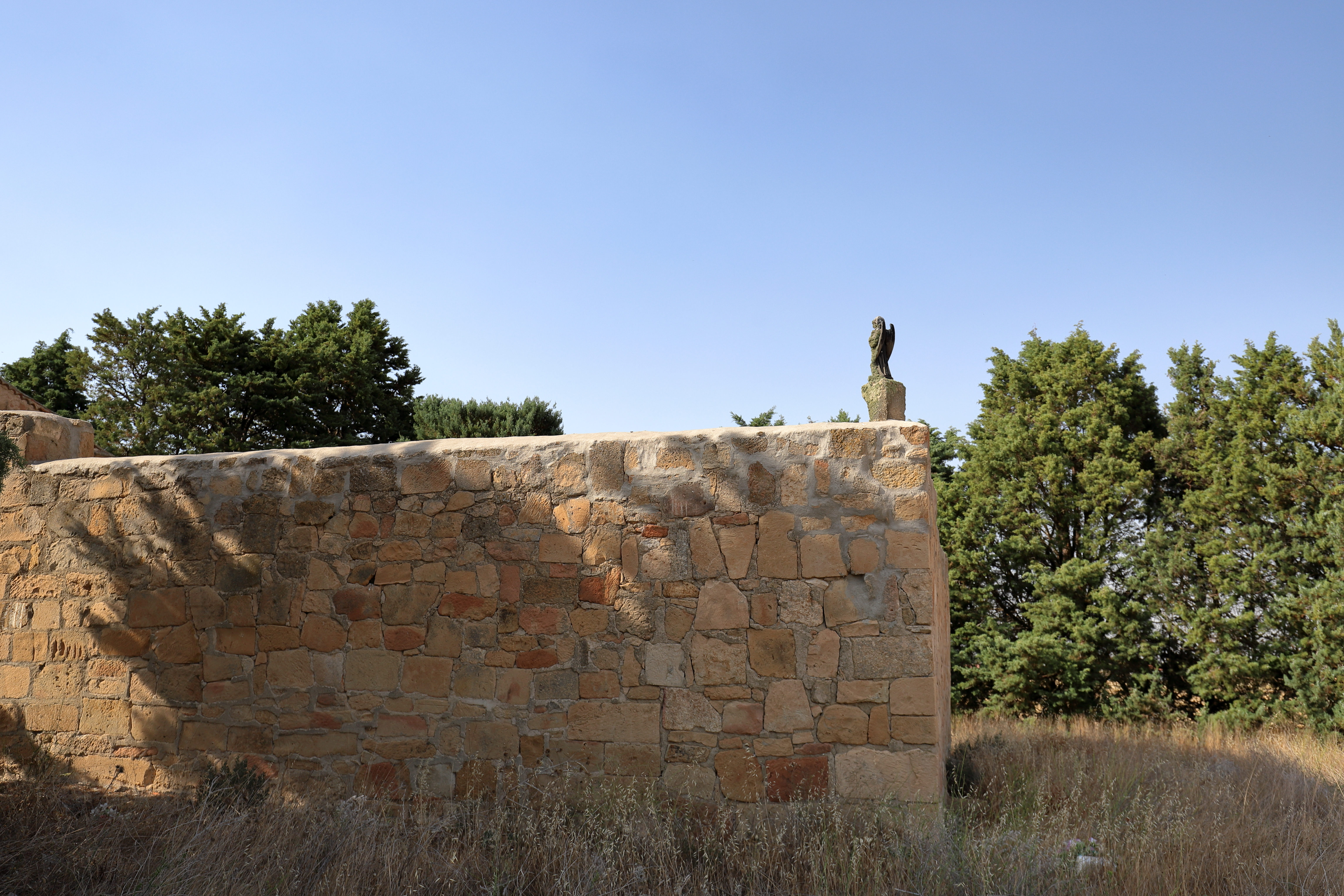
Friedhofskapelle Unser Lieben Frau